# Liste der Nationalstraßen in Ecuador
Diese Liste der Nationalstraßen in Ecuador gibt einen Überblick über das vom ecuadorianischen Ministerio de Transporte y Obras Públicas (Ministerium für Verkehr und öffentliche Infrastruktur) betriebene Fernstraßennetz des Landes.
Die Nationalstraßen werden in Nationalstraßen erster und zweiter Ordnung unterschieden und mit E und einer Nummer bezeichnet. Zusätzlich zu dieser Kurzbezeichnung tragen die Straßen Namen, die sich etwa von den verbundenen Städten oder der durchquerten Region herleiten. Das Netz der Nationalstraßen wird Red Vial Nacional Estatal genannt. Das nachgeordnete Straßennetz, das sich in Verantwortung der Provinzen oder der Kantone befindet, wird Red Vial Provincial bzw. Red Vial Cantonal genannt.

## Nationalstraßen 1. Ordnung
Es existieren zwölf Nationalstraßen erster Ordnung (vías primarias). Straßen, die in Nord-Süd-Richtung verlaufen, tragen den Namen Troncal (fünf Nationalstraßen zzgl. der E25A und E45A) und haben eine ungerade Nummer. Die Nummerierung der Troncales ist von West nach Ost aufsteigend. Die in Ost-West-Richtung verlaufenden Nationalstraßen erster Ordnung heißen Transversal (fünf Straßen), die Nummern sind gerade und von Nord nach Süd aufsteigend.
| Symbol | Kürzel | Name                        | Verlauf                                                         | Länge  |
| ------ | ------ | --------------------------- | --------------------------------------------------------------- | ------ |
|        | E5     | Troncal Insular             | Baltra – Puerto Ayora                                           | 38 km  |
|        | E10    | Transversal Fronteriza      | San Lorenzo – Puerto El Carmen                                  | 453 km |
|        | E15    | Troncal del Pacífico        | Puente Internacional Mataje – Salinas                           | 741 km |
|        | E20    | Transversal Norte           | Esmeraldas – Puerto Francisco de Orellana                       | 336 km |
|        | E25    | Troncal de la Costa         | San Miguel de los Bancos – Kanton Huaquillas – Grenze nach Peru | 664 km |
|        | E25A   | Troncal de la Costa Alterna | Umgehungsstraßen von Santo Domingo                              | 10 km  |
|        | E30    | Transversal Central         | Manta – Puyo                                                    | 438 km |
|        | E35    | Troncal de la Sierra        | Grenze nach Kolumbien – Tulcán – Macará – Grenze nach Peru      | 781 km |
|        | E40    | Transversal Austral         | Salinas – San José de Morona                                    | 649 km |
|        | E45    | Troncal Amazónica           | Puerto El Carmen – Zamora                                       | 701 km |
|        | E45A   | Troncal Amazónica Alterna   | Nueva Loja – Cotundo                                            | 85 km  |
|        | E50    | Transversal Sur             | Grenze nach Peru – Arenillas – Zamora                           | 224 km |

## Nationalstraßen 2. Ordnung
Die Nationalstraßen zweiter Ordnung werden vías segundarias oder vías colectoras genannt. Das System der Nummerierung unterscheidet wie bei den Nationalstraßen erster Ordnung zwischen Nord-Süd und Ost-West verlaufenden Straßen und ist von West nach Ost bzw. Nord nach Süd aufsteigend.
| Symbol | Kürzel | Name                                               | Verlauf                                     | Länge  |
| ------ | ------ | -------------------------------------------------- | ------------------------------------------- | ------ |
|        | E28    | Vía Colectora Quito-La Independencia               | Quito – La Independencia                    | 187 km |
|        | E28A   | Vía Colectora Quito-Tambillo                       | Quito – Tambillo                            | 20 km  |
|        | E28B   | Vía Colectora Quito-Cayambe                        | Quito – Cayambe                             | 60 km  |
|        | E28C   | Vía Colectora Quito-Pifo                           | Quito – Pifo                                | 15 km  |
|        | E38    | Vía Colectora Santo Domingo-Rocafuerte             | Santo Domingo de Los Tsáchilas – Rocafuerte | 200 km |
|        | E39    | Vía Colectora Rocafuerte-El Rodeo                  | Rocafuerte – El Rodeo                       | 20 km  |
|        | E46    | Vía Colectora Guamote-Macas                        | Guamote – Macas                             | 70 km  |
|        | E47    | Vía Colectora El Triunfo-Alausí                    | El Triunfo – Alausí                         | 190 km |
|        | E48    | Vía Colectora Guayaquil-El Empalme                 | Velasco Ibarra – Guayaquil                  | 143 km |
|        | E49    | Vía Colectora Durán-T de Milagro                   | Milagro – Durán                             | 35 km  |
|        | E49A   | Vía Colectora Durán-km 27                          | Guayaquil – Durán – Naranjal                | 10 km  |
|        | E58    | Vía Colectora La Troncal-Puerto Inca               | Puerto Inca – La Troncal                    | 27 km  |
|        | E59    | Vía Colectora Cumbe-Y de Corralitos                | Machala – Cumbe                             | 144 km |
|        | E68    | Vía Colectora Alamor-El Empalme                    | Alamor – El Empalme                         | 46 km  |
|        | E69    | Vía Colectora Catamayo-Macará                      | Catamayo – Macará                           | 147 km |
|        | E182   | Vía Colectora Maldonado-Tulcán                     | Maldonado – Tulcán                          | 45 km  |
|        | E282   | Vía Colectora Tabacundo-Cajas                      | Tabacundo – Cajas                           | 10 km  |
|        | E283   | Vía Colectora Guayllabamba-Santa Rosa de Cusubamba | Guayllabamba – Santa Rosa de Cuzubamba      | 6 km   |
|        | E381   | Vía Colectora El Salto-Muisne                      | El Salto – Muisne                           | 10 km  |
|        | E382   | Vía Colectora T del Carmen-Pedernales              | T del Carmen – Pedernales                   |        |
|        | E383   | Vía Colectora Y de San Antonio-Bahía de Caráquez   | San Antonio – Bahía de Caráquez             | 60 km  |
|        | E383A  | Vía Colectora Y de San Antonio-San Vicente         | San Antonio – San Vicente                   | 35 km  |
|        | E384   | Vía Colectora Chone-Pimpiguasí                     | Chone – El Rodeo                            |        |
|        | E482   | Vía Colectora Montecristi-Nobol                    | Montecristi – Nobol                         | 181 km |
|        | E482A  | Vía Colectora Guayabal-La Pila                     | La Pila – Guayabal                          | 10 km  |
|        | E483   | Vía Colectora Jipijapa-Puerto Cayo                 | Jipijapa – Puerto Cayo                      | 29 km  |
|        | E484   | Vía Colectora Palestina-San Juan                   | Palestina – San Juan                        |        |
|        | E485   | Vía Colectora Daule-T de Baba                      | Daule – Babahoyo                            | 64 km  |
|        | E486   | Vía Colectora Aurora-T de Salitre                  | T de Salitre – Guayaquil                    | 51 km  |
|        | E487   | Vía Colectora La Unión-T del Triunfo               | T del Triunfo – Bucay – Cajabamba           |        |
|        | E488   | Vía Colectora Milagro-Bucay                        | Milagro – Bucay                             | 61 km  |
|        | E489   | Vía Colectora Posorja-Progreso                     | Gómez Rendón – Posorja                      | 48 km  |
|        | E490   | Vía Colectora Riobamba-T de Baños                  | Riobamba – T de Baños                       | 30 km  |
|        | E491   | Vía Colectora Babahoyo-Ambato                      | Babahoyo – Guaranda – Ambato                | 209 km |
|        | E492   | Vía Colectora Guaranda-Chimborazo                  | Guaranda – Riobamba                         | 88 km  |
|        | E493   | Vía Colectora Acceso Norte de Ambato               | E30/E35 – Ambato                            |        |
|        | E493A  | Vía Colectora Acceso Central de Ambato             | E30/E35 – Ambato                            |        |
|        | E493B  | Vía Colectora Acceso Sur de Ambato                 | E35 – Ambato                                |        |
|        | E582   | Vía Colectora Cuenca-Puerto Inca                   | Puerto Inca – Cuenca                        | 119 km |
|        | E583   | Vía Colectora Puerto Bolívar-Y del Cambio          | Machala – Puerto Bolívar                    | 7 km   |
|        | E584   | Vía Colectora Pasaje-Y del Enano                   | Pasaje – Y del Enano                        |        |
|        | E585   | Vía Colectora Y de Pasaje-Piñas-Y de Zaracay       | Machala – Saracay                           | 50 km  |
|        | E682   | Vía Colectora Loja-La Balsa                        | Loja – La Balsa – Grenze nach Peru          | 151 km |

Argentinien |
Bolivien |
Brasilien |
Chile |
Ecuador |
Guyana |
Kolumbien |
Paraguay |
Peru |
Suriname |
Uruguay |
Venezuela
Liste der Fernstraßen der Staaten von:

Afrika |
Asien |
Australien und Ozeanien |
Europa |
Nordamerika |
Südamerika